# Chiulasă

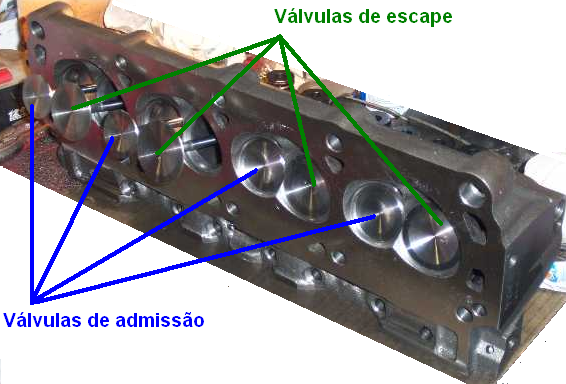
Chiulasă supape de admisie - supape de evacuare

Chiulasa este componenta motorului care se montează deasupra cilindrului cu scopul de a crea un spațiu închis între partea superioară a pistonului și pereții interiori ai cilindrului. Se confecționeză prin turnare din fontă aliată sau din aliaje de aluminiu. O chiulasă poate fi individuală, pe fiecare cilindru, comună pentru toți cilindri sau grupată pentru mai mulți cilindri. Chiulasa apare ca un capac al cilindrului având o cavitate în partea inferioară, cavitate care împreună cu pistonul aflat la punctul mort interior și pereții cilindrului formează camera de ardere. Forma chiulasei diferă după tipul motorului. 
Chiulasele comune pentru o linie de cilindri au practicat un locaș pentru traductorul termometrului de apă și o cavitate pentru termostat. Cele pentru motoare cu aprindere prin scânteie au un locaș pentru bujie, iar cele pentru motoare cu aprindere prin comprimare unul pentru injector. Chiulasa are de asemenea orificii pentru circuitul apei, orificii care coincid cu orificiile de circulație ale apei din blocul motor pentru asigurarea răcirii. În partea inferioară chiulasa este plană pentru etanșarea perfectă la blocul motor prin intermediul unei garnituri. Cel mai frecvent se confecționează o garnitură comună pentru toți cilindrii. La motoarele de autovehicule se utilizează garnituri din foi de cupru cu inimă de asbest, protejate la partea dinspre camera de ardere care vine în contact cu gazele fierbinți cu o cămașă de nichel. Montarea chiulasei pe blocul cilindrilor se face prin buloane sau prezoane care la rândul lor sunt montate și strânse în ordine de la centru la exterior ca să asigure coplanaritatea cu suprafața de contact a blocului cilindrilor.

## Materiale
Chiulasele se execută din fontă prin turnare, cele mai utilizate fiind fontele cenușii. Se folosesc, de asemenea, fonte speciale aliate cu crom, nichel, molibden, cupru. Aliajele de aluminiu au o utilizare tot mai frecventă la MAS (motoare cu aprindere prin scânteie) și mai ales la motoare răcite cu aer, deoarece micșorează masa motorului și îmbunătățesc performanțele antidetonante și de umplere a cilindrilor, au bune calități de turnare.

## Semifabricate
Chiulasele din fontă se toarnă în forme din amestec de formare, după care se face un tratament termic de detensionare.  Chiulasele din aliaje de aluminiu se obțin prin turnare în cochilă sau turnare sub presiune.